# Kocatepe-moskee
De Kocatepe-moskee is de grootste moskee in de Turkse hoofdstad Ankara. Zij werd gebouwd tussen 1967 en 1987 in de wijk Kocatepe. Door de omvang en de ligging is de moskee vanuit de hele stad te zien. 
Na verschillende architectuurwedstrijden werd een conservatief of nostalgisch ontwerp van Hüsrev Tayla en M. Fatin Uluengin gekozen. Het gebouw heeft een pseudo 16e-eeuwse Ottomaanse stijl en doet denken aan de Blauwe Moskee in Istanboel.